# Ignacio Suárez Ferreira
Ignacio Nahuel Suárez Ferreira (Paysandú, 5 de febrero de 2002) es un futbolista uruguayo. Juega de arquero y su equipo actual es el Club Nacional de Football de la Primera División de Uruguay.

## Trayectoria
Debutó como profesional el 29 de octubre de 2023, el nuevo entrenador Álvaro Recoba lo colocó de titular en la tercera ronda de la Copa Uruguay, se enfrentaron a Potencia y mantuvo el arco invicto tras una victoria 0-4.
En el campeonato local jugó los últimos 5 partidos del Torneo Clausura, recibió 3 goles y mantuvo la portería a salvo en 2 ocasiones. En su primera temporada como profesional con minutos no conoció la derrota, Nacional culminó el Campeonato Uruguayo 2023 en tercera posición y clasificaron a la Copa Libertadores del próximo año.

## Selección nacional
Suárez ha sido parte de la selección de Uruguay en las categorías juveniles sub-15, sub-17, sub-20 y sub-23.
Fue parte de los planteles oficiales que jugaron el Sudamericano Sub-15 en 2017 y el Sudamericano Sub-17 en 2019.
El 10 de diciembre de 2023 fue citado por Marcelo Bielsa para ser parte de un combinado juvenil y entrenar de cara al Torneo Preolímpico Sudamericano Sub-23 de 2024. Fue confirmado en el plantel definitivo el 5 de enero, le fue asignado el dorsal número 1.
Debutó con la sub-23 el 13 de enero de 2024 en un amistoso contra Paraguay, ingresó antes de culminar el primer tiempo debido a una expulsión de Randall Rodríguez y ganaron 4-1.
En el Preolímpico no tuvo minutos y Uruguay quedó eliminado en fase de grupos.

## Estadísticas
Actualizado al último partido citado el 6 de julio de 2025.
| Club                        | Div.          | Temporada     | Liga  | Liga     | Liga    | Copas nacionales | Copas nacionales | Copas nacionales | Copas internacionales | Copas internacionales | Copas internacionales | Total | Total    | Total   |
| Club                        | Div.          | Temporada     | Part. | Goles r. | V. inv. | Part.            | Goles r.         | V. inv.          | Part.                 | Goles r.              | V. inv.               | Part. | Goles r. | V. inv. |
| --------------------------- | ------------- | ------------- | ----- | -------- | ------- | ---------------- | ---------------- | ---------------- | --------------------- | --------------------- | --------------------- | ----- | -------- | ------- |
| C. Nacional de F. · Uruguay | 1.ª           | 2019          | 0     | 0        | 0       | -                | -                | -                | -                     | -                     | -                     | 0     | 0        | 0       |
| C. Nacional de F. · Uruguay | 1.ª           | 2020          | 0     | 0        | 0       | -                | -                | -                | -                     | -                     | -                     | 0     | 0        | 0       |
| C. Nacional de F. · Uruguay | 1.ª           | 2021          | -     | -        | -       | -                | -                | -                | 0                     | 0                     | 0                     | 0     | 0        | 0       |
| C. Nacional de F. · Uruguay | 1.ª           | 2022          | 0     | 0        | 0       | -                | -                | -                | 0                     | 0                     | 0                     | 0     | 0        | 0       |
| C. Nacional de F. · Uruguay | 1.ª           | 2023          | 5     | 3        | 2       | 1                | 0                | 1                | 0                     | 0                     | 0                     | 6     | 3        | 3       |
| C. Nacional de F. · Uruguay | 1.ª           | 2024          | 7     | 6        | 3       | 4                | 1                | 3                | 0                     | 0                     | 0                     | 11    | 7        | 6       |
| C. Nacional de F. · Uruguay | 1.ª           | 2025          | 7     | 6        | 2       | -                | -                | -                | 0                     | 0                     | 0                     | 7     | 6        | 2       |
| C. Nacional de F. · Uruguay | Total club    | Total club    | 19    | 15       | 7       | 5                | 1                | 4                | 0                     | 0                     | 0                     | 24    | 16       | 11      |
| Total carrera               | Total carrera | Total carrera | 19    | 15       | 7       | 5                | 1                | 4                | 0                     | 0                     | 0                     | 24    | 16       | 11      |
| 1. 2.                       |               |               |       |          |         |                  |                  |                  |                       |                       |                       |       |          |         |

## Palmarés

### Títulos nacionales
| Título              | Club              | País    | Año  |
| ------------------- | ----------------- | ------- | ---- |
| Torneo Clausura     | C. Nacional de F. | Uruguay | 2019 |
| Campeonato Uruguayo | C. Nacional de F. | Uruguay | 2019 |
| Campeonato Uruguayo | C. Nacional de F. | Uruguay | 2020 |
| Campeonato Uruguayo | C. Nacional de F. | Uruguay | 2022 |
| Torneo Intermedio   | C. Nacional de F. | Uruguay | 2024 |